# Cornerlogo

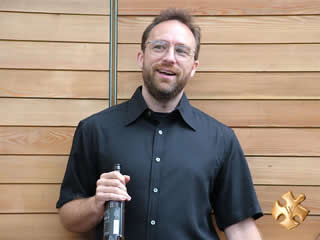
In einer typischen digitalen Bildschirmgrafik wird das Logo des Fernsehsenders in einer Ecke des Bildschirms angezeigt.

Als Cornerlogo (engl. corner ‚Ecke‘) bezeichnet man zum Beispiel beim Fernsehen das Senderlogo in einer der vier Ecken des Bildes. Es dient dazu, auf einen Blick erkennen zu können, um welches Programm es sich handelt. In englischsprachigen Ländern sind eher die Begriffe digital on-screen graphic (DOG), Bug oder Watermark gebräuchlich.
Aber auch bei Plakatwerbung, Webseiten etc. können Cornerlogos Anwendung finden.

## Technik
Das Cornerlogo wird im Allgemeinen erst hinter dem Sendemischer hinzugemischt. Dafür existiert ein spezieller Logo-Generator, welcher im Signalweg eingeschleift wird. Halbtransparente Cornerlogos – in Deutschland üblich – müssen zusätzlich „ge-keyed“ werden. Das bedeutet, dass sich die Farbe des Cornerlogos entsprechend den Bildpunkten des TV-Signals an der Position entsprechend leicht ändert. Dies erfordert bei digitaler Signalverarbeitung ständige Rechenleistung des Logo-Generators.

## Aussehen
Im Gegensatz zum transparenten Logo existieren auch farbige Logos, welche allerdings mehr Aufmerksamkeit auf sich ziehen und so teilweise vom Programm ablenken können (farbiger Sat.1-Ball, WDR-Logo oder das orange Cornerlogo von Nick und Toggo). Der RBB nutzt diese Eigenschaft beim Erscheinungsbild des Cornerlogos während der Station-ID und Trailer. Diese werden seit 18. August 2012 mit einem roten Cornerlogo „gebrandet“, während im laufenden Programm das Logo dezent weiß-transparent gezeigt wird. Arte setzt zudem seit 2017 auf einen vertikalen Schriftzug.

## Geschichte
Im deutschsprachigen Raum wurden erstmals in den 1980er Jahren Logos nur kurzzeitig eingeblendet, um Video-Piraterie von Mitschnitten zu verhindern. Erst als die ersten Privatsender aufkamen (und diese dauerhaft ihre Logos einblendeten), folgten diesem Trend auch die öffentlich-rechtlichen Sender. Im deutschsprachigen Raum werden die Logos meist oben rechts oder oben links angezeigt. Bekannteste Ausnahmen sind die Sender RTL II und Tele 5, welche ihre Logos unten rechts platzieren. Eine weitere Besonderheit stellte Yavido Clips dar, das sein Logo in der Anfangszeit nicht in einer Ecke, sondern oben in der Mitte angeordnet hatte. Bei den beiden Nachrichtensendern n-tv und WELT sind die Logos direkt neben der Newsticker-Leiste platziert.
Anders als deutschsprachige Sender sendet die BBC bis heute oft ohne Logo und beim ebenfalls britischen ITV ist das Logo nur mit großer Mühe zu erkennen. Allerdings haben die meisten anderen britischen Sender Logos, die vergleichbar mit den deutschen sind. Einige wenige Pay-TV-Sender wie beispielsweise Sky Cinema HD oder Sky Atlantic HD blenden Logos während einer Sendung überhaupt nicht ein, oder lediglich während der ersten Sekunden einer Sendung.
Bei HDTV-Sendern wird bei den meisten Sendern ein zusätzlicher „HD“-Schriftzug angezeigt.